# Helmut Hilpert (Fußballspieler)
Helmut Hilpert (* 20. September 1937 in Nürnberg; † 15. Juni 1997) war ein deutscher Fußballspieler. Der Abwehrspieler absolvierte beim 1. FC Nürnberg von 1959 bis 1963 in der damals erstklassigen Fußball-Oberliga Süd 108 Ligaspiele (3 Tore) und daran anschließend von 1963 bis 1968 in der Fußball-Bundesliga 83 Rundenspiele (2 Tore). Er gewann mit dem „Club“ 1961 und 1968 die deutsche Meisterschaft und 1962 den DFB-Pokal.

## Laufbahn
Der 1937 in Nürnberg geborene Helmut Hilpert kam im Alter von sieben Jahren in den heutigen Hersbrucker Stadtteil Ellenbach. Das Fußballspielen begann er beim Nachwuchs des 1. FC Hersbruck, wo er bis 1952 spielte und sich dann der Jugendabteilung des FCN anschloss. Neben Heinz Strehl und Ferdinand Wenauer gewann Hilpert 1956 mit der Club-A-Jugend die süddeutsche Meisterschaft. In der letzten Saison von Trainer Franz Binder, 1959/60, wurde er mit seinen Jugendkollegen Paul Derbfuß, Gustav Flachenecker und Tasso Wild in den Oberligakader übernommen. Dort avancierte der robuste und zweikampfstarke linke Verteidiger schnell als Nachfolger von Kurt Ucko zum Stammverteidiger neben Paul Derbfuß und bestritt in neun Jahren insgesamt 353 Spiele für den „Club“. Hilpert debütierte am 18. Oktober 1959 bei einem 3:3-Heimremis gegen Eintracht Frankfurt in der Oberliga. Er bekämpfte dabei den schnellen Eintracht-Rechtsaußen Richard Kreß. Zur Saison 1960/61 übernahm Herbert Widmayer das Traineramt in der Noris und die weiteren Talente Kurt Haseneder und Stefan Reisch verstärkten den Spielerkader. Am Rundenende feierte der FCN überlegen mit 96:30 Toren und 48:12 Punkten die Meisterschaft in der Oberliga Süd. Mit sieben Punkten Vorsprung vor Vizemeister Eintracht Frankfurt hatte sich das Team um die „Club-Legende“ Max Morlock durchgesetzt. Die neuartigen Trainingsmethoden von Widmayer, mit welchen er Kondition, Spurts und vor allem Starts trainiert hatte, waren mit ausschlaggebend, dass die junge Clubmannschaft 1961 die achte Meisterschaft eingefahren hatte. Hilpert hatte lediglich in einem von 30 Rundenspielen gefehlt. Auch in den Endrundenspielen um die deutsche Meisterschaft lief der zuverlässige Verteidiger in allen sechs Gruppenspielen gegen Hertha BSC, 1. FC Köln und Werder Bremen auf und war dann auch im Finale am 24. Juni 1961 in Hannover gegen Borussia Dortmund ein Garant für die Sicherheit der Club-Defensive. Der gefürchtete BVB-Angriff von Trainer Max Merkel mit Alfred Kelbassa, Aki Schmidt, Jürgen Schütz, Friedhelm Konietzka und Gerhard Cyliax fand an diesem Tag ihren Meister im Club-Defensivverbund um Torhüter Roland Wabra, dem Verteidigerpaar Derbfuß-Hilpert und der Läuferreihe mit Josef Zenger, Ferdinand Wenauer und Stefan Reisch, der Club gewann die deutsche Meisterschaft mit 3:0.
Im Jahr der Fußballweltmeisterschaft 1962 in Chile verteidigte der „Club“ die Meisterschaft im Süden, jetzt aber punktgleich mit Vize Eintracht Frankfurt mit jeweils 43:17 Punkten. „Helmes“ Hilpert hatte alle 30 Ligaspiele absolviert und zwei Tore erzielt. In der Endrunde um die deutsche Meisterschaft setzten sich die Widmayer-Schützlinge mit drei knappen Siegen – Tasmania 1900 (2:1), Borussia Neunkirchen (3:2), FC Schalke 04 (3:1) – durch, hatten aber im Endspiel gegen den 1. FC Köln bei einer überaus deutlichen 0:4-Niederlage, keine Siegchance. In dieser Saison hatten die Spiele im Europapokal der Landesmeister gegen Drumcondra Dublin (5:0, 4:1), Fenerbahçe Istanbul (2:1, 1:0) und Titelverteidiger Benfica Lissabon eine zusätzliche Herausforderung parat. Das Hinspiel gegen das Team von Trainer Béla Guttmann gewann der Gastgeber in Nürnberg mit 3:1, aber im Rückspiel zerlegte der überragende Benfica-Angriff mit José Augusto, Eusébio, José Águas, Mário Coluna und António Simões den amtierenden deutschen Meister mit 6:0. Im DFB-Pokal des Jahres 1962 setzten sich Hilpert und Kollegen über Saar 05 (3:0), VfV Hildesheim (11:0) und im Halbfinale mit einem 4:2 gegen Eintracht Frankfurt durch und standen am 29. August 1962 im Finale in Hannover gegen Fortuna Düsseldorf. In der Verlängerung gewann Nürnberg mit 2:1 den Pokal; das Schlussdreieck war wie gewohnt in der Formation Wabra, Derbfuß und Hilpert dabei zugange gewesen. Im letzten Jahr der erstklassigen Oberligaära, 1962/63, musste sich Nürnberg mit der Vizemeisterschaft in der Oberliga Süd begnügen und scheiterte in der Endrunde in der Gruppenphase am 1. FC Köln. Insgesamt hat Hilpert von 1961 bis 1963 in drei Endrunden 18 Spiele mit dem 1. FC Nürnberg bestritten; 18 Einsätze in 18 Spielen. Er war eine Konstante im Nürnberger Spiel, ein Baustein des Erfolges dieser Ära. Dies untermauerte er ebenso in den Spielen um den Europapokal der Pokalsieger 1962/63 gegen AS St. Etienne (0:0, 3:0), B 09 Odense (1:0, 6:0) und im Halbfinale gegen Atletico Madrid (2:1, 0:2).
In der Bundesliga debütierte der Verteidiger am 19. Oktober 1963 bei einer 0:2-Heimniederlage gegen den FC Schalke 04. Mittelstürmer Klaus Matischak konterte die vehement angreifenden Clubberer mit zwei Treffern aus und der vormalige Stammverteidiger musste sich 1963/64 mit acht Bundesligaeinsätzen begnügen. In der Saison 1965/66 erreichte er mit 32 Einsätzen seine beste Bilanz, der Club belegte den 6. Rang. Als die Franken unter Trainer Max Merkel in der Saison 1967/68 der überraschende Meisterschaftserfolg gelang, hatte Hilpert nur noch in vier Spielen – Karlsruher SC (2:0), Borussia Neunkirchen (2:2), Hamburger SV (4:0), 1. FC Kaiserslautern (4:1) – aktiv mitwirken können. Horst Leupold und Fritz Popp waren in dieser Runde die Stammverteidiger. Merkel sortierte vor der Runde 1968/69 den Spielerkader aus, Hilpert schloss sich dem SV Waldhof Mannheim in der zweitklassigen Fußball-Regionalliga Süd für zwei Jahre an.
Für die Blau-Schwarzen vom Mannheimer Stadtteil Waldhof lief er 1968/69 beim Erreichen des 11. Platzes unter Trainer Hermann Lindemann in 32 Regionalligaspielen auf, darunter auch die Derbys gegen den VfR Mannheim und den VfL Neckarau. In seiner zweiten Waldhöfer Runde konnte er durch Verletzungen bedingt nur noch zehn weitere Spiele bestreiten und Waldhof stieg am Rundenende in das Amateurlager ab. Am 2. November 1969 bestritt Hilpert bei einer 0:3-Heimniederlage gegen den VfR Heilbronn sein letztes Ligaspiel für Waldhof.
Er kehrte nach Nürnberg zurück und übernahm einen Schreibwarenladen mit Lotto-Toto-Annahme in der Tafelfeldstraße. Dem Fußball blieb er als Spielertrainer im Amateurbereich noch einige Jahre verbunden.
Er verstarb im Juni 1997. 2023 wurde der zum Sportplatz seines Jugendvereins führende Weg in Hersbruck auf Initiative von Matthias Hunger nach Helmut Hilpert benannt.

## Erfolge
- Deutscher Meister (2): 1961, 1968
- Deutscher Pokalsieger (1): 1962
- Deutscher Vize-Meister (1): 1962
- Halbfinalist Europapokal der Pokalsieger (1): 1962/63
- Viertelfinalist Europapokal der Landesmeister (1): 1961/62